# Łuplanyki
Łuplanyki – dawniej popularna, wschodnia potrawa ziemniaczana. Charakteryzuje ją dwustopniowy proces przygotowywania. Najpierw ziemniaki gotowane są w tzw. „mundurkach”, po ugotowaniu obierane i cięte w plasterki, zalewane słoniną i w takiej polewie pieczone.